# Matěj Valenta
Matěj Valenta, né le 9 février 2000 à Prague en Tchéquie, est un footballeur tchèque qui évolue au poste de milieu offensif au Viktoria Plzeň.

## Biographie

### En club
Né à Prague en Tchéquie, Matěj Valenta est formé par l'un des plus importants clubs du pays, le Slavia Prague. C'est avec ce club qu'il joue son premier match en professionnel, le 25 août 2018, lors d'une rencontre de championnat face au FK Teplice. Il entre en jeu à la place de Alexandru Băluță. Le Slavia s'impose par trois buts à zéro.
N'ayant pas vraiment eu sa chance avec le Slavia Prague, Matěj Valenta quitte le club en août 2020 afin de s'engager en faveur du Dynamo České Budějovice. Il signe un contrat de trois ans.
Le 3 juillet 2022, Matěj Valenta fait son retour au Slavia Prague, le club exerçant son droit de rachat inclus dans son dernier transfert. Le joueur signe un contrat courant jusqu'en juin 2026.
Le 1er septembre 2022, Matěj Valenta est prêté au Slovan Liberec jusqu'à la fin de la saison.
Le 19 juillet 2023, Valenta est de nouveau prêté, cette fois-ci au FC Slovácko pour une saison,.
Le 5 janvier 2024, Matěj Valenta rejoint le Viktoria Plzeň, en même temps que son coéquipier Lukáš Červ. Il signe un contrat courant jusqu'en juin 2027.

### En sélection
Matěj Valenta représente l'équipe de Tchéquie des moins de 18 ans, jouant un total de huit matchs avec cette sélection, et inscrivant un but, le 8 mai 2018 contre le Kazakhstan. Son équipe l'emporte ce jour-là par deux buts à zéro.
Matěj Velenta joue son premier match avec l'équipe de Tchéquie espoirs le 25 mars 2022, contre l'Albanie. Il est titularisé lors de cette rencontre remportée par son équipe par un but à zéro. Valenta marque son premier but avec les espoirs lors de son deuxième match, le 23 septembre 2022, contre l'Islande. Titulaire, il marque le but égalisateur de son équipe, qui s'impose par deux buts à un.